# Institut catholique de Paris
Pour les articles homonymes, voir ICP.

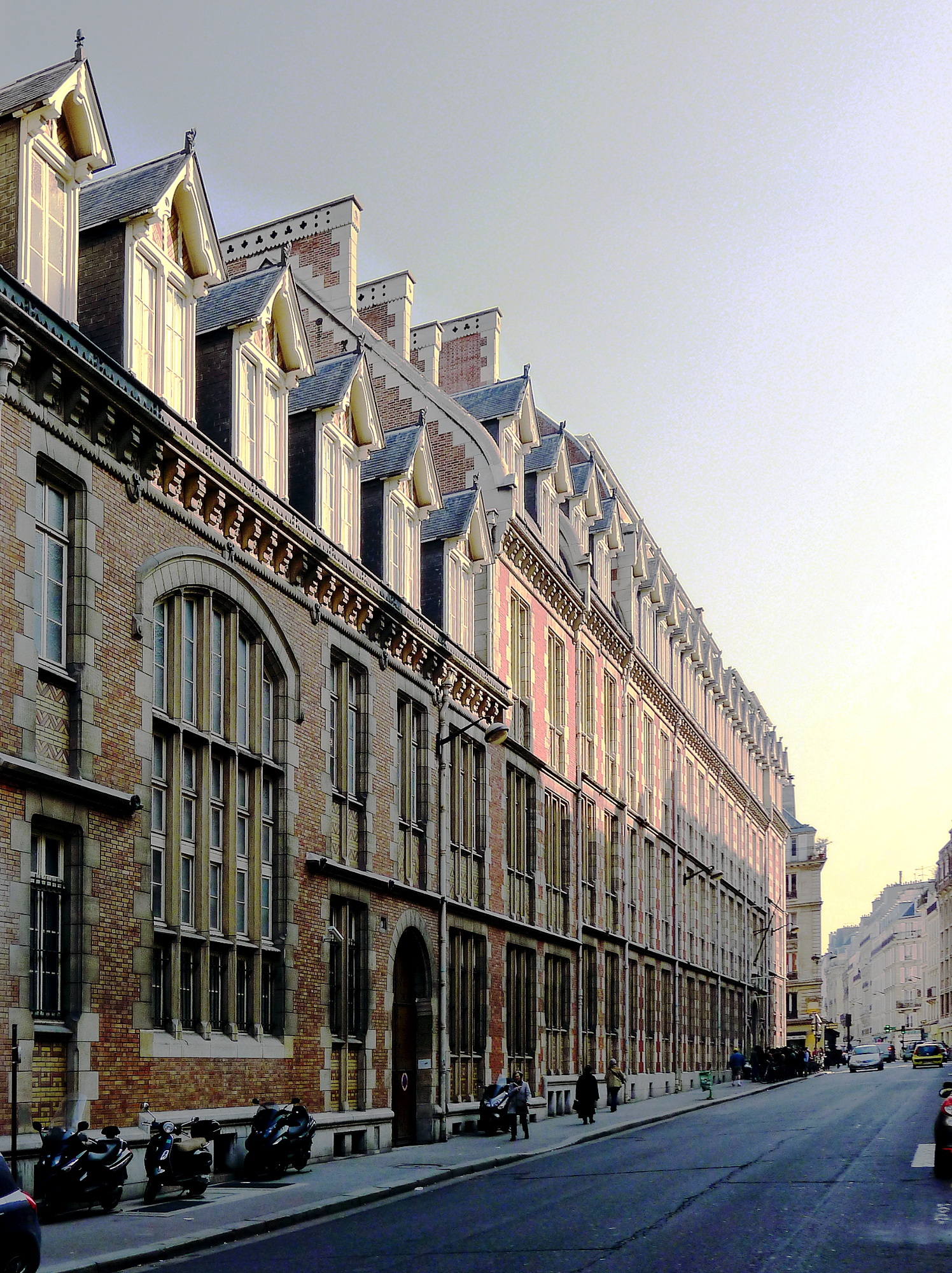
Façade ouest de l'Institut catholique de Paris, aux nos 19 et 21 de la rue d'Assas.

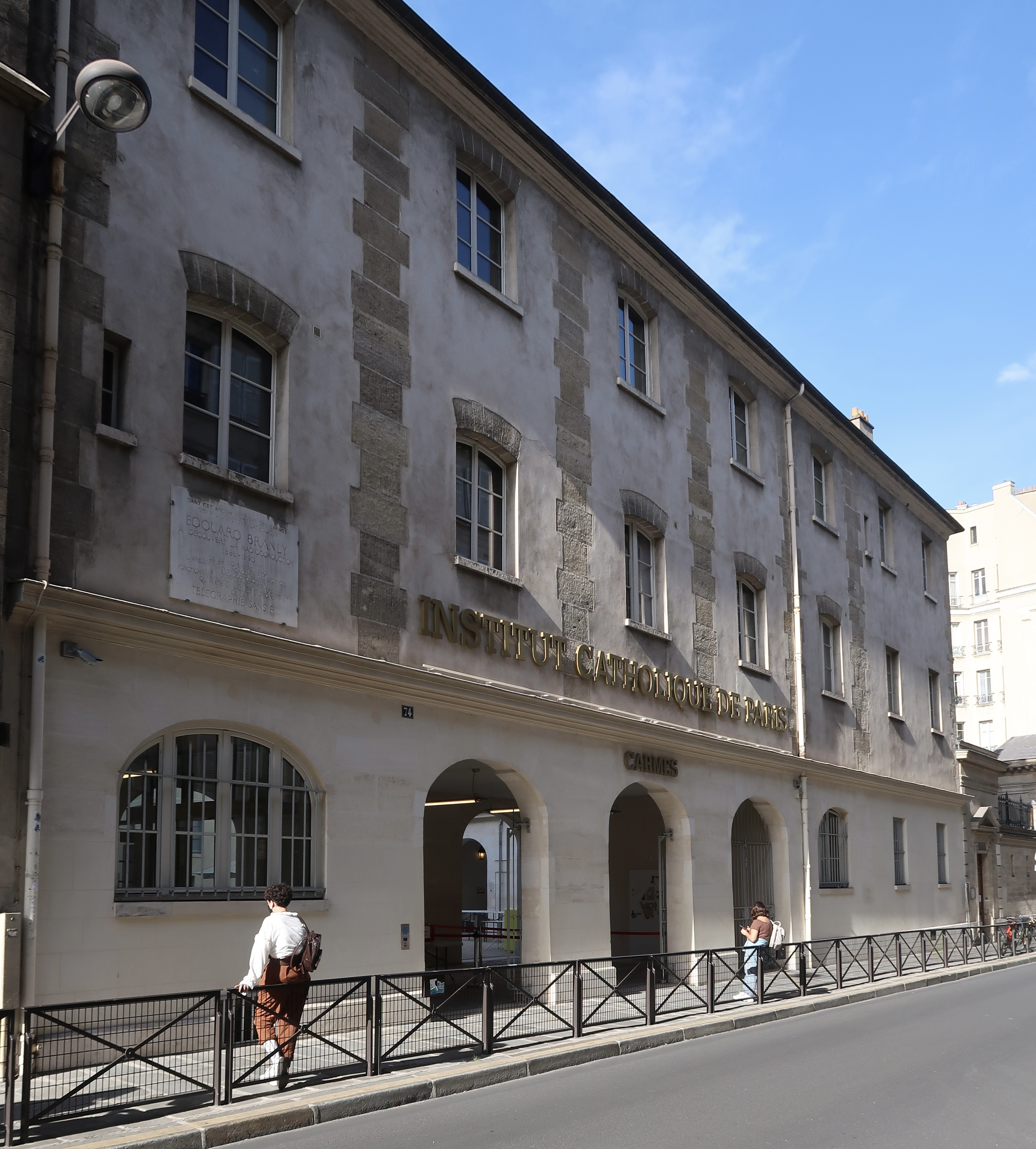
Entrée de l'Institut catholique de Paris au no 74 de la rue de Vaugirard.

L’Institut catholique de Paris (ICP) ou Universitas catholica parisiensis est un établissement privé d'enseignement supérieur d'intérêt général fondé en 1875, situé au 74 rue de Vaugirard dans le 6e arrondissement de Paris.
Il comprend six facultés (théologie et sciences religieuses, droit canonique, philosophie, lettres, sciences sociales, économie et droit, éducation), une unité de recherche en religion, culture et société, quatre instituts spécialisés et dix écoles associées.

## Historique et activités actuelles
L'Institut catholique de Paris a été fondé en 1875 par Maurice d'Hulst. Son sceau est inspiré de celui de l'ancienne université de Paris, représentant la Vierge Marie, Saint Denis et Sainte Catherine. L'ICP revendique en effet l'héritage et les traditions notamment de la faculté de théologie de l'ancienne Sorbonne.
Il s'installe d'abord dans l'ancien couvent des Carmes, mais les locaux apparaissent vieillis et mal adaptés. Un nouveau projet est élaboré par Gabriel Ruprich-Robert mais faute d'argent il est décidé de réduire l'emprise de l'établissement et de réaménager, plutôt que de détruire, certains des anciens bâtiments. La première tranche de travaux se déroule entre 1894 et 1897. Entre-temps, la propriété des locaux passe à l'État à la suite de la loi de séparation des Églises et de l'État et n'est rachetée par l'Institut qu'en 1927. La deuxième tranche de travaux peut alors reprendre en 1929 et 1930, suivie d'une troisième en 1932 et 1933. Le style anglo-normand prédomine.
Les locaux de l'ICP sont partagés entre les diverses facultés et écoles qui ont été créées au cours de son histoire et comprennent plusieurs bibliothèques. Signalons la présence d'un séminaire universitaire, le séminaire des Carmes et d'une église, l'église Saint-Joseph-des-Carmes.
Dans les années 1930, Marie-Madeleine Davy devient la première femme élève de l'Institut catholique de Paris.
L'Institut catholique de Paris appartient à une association loi de 1901 reconnue d'utilité publique en 1941 et dénommée actuellement Association des évêques fondateurs de l'Institut catholique de Paris – Institut catholique de Paris.
L’Institut catholique de Paris est membre de la Fédération internationale des universités catholiques (FIUC) qui réunit près de 200 universités catholiques à travers le monde et l'un des cinq instituts catholiques français (Angers, Lille, Lyon, Toulouse et Paris).
L'ICP suit le dispositif LMD et délivre des diplômes nationaux (diplômes d'État en convention ou sous jury rectoral), des diplômes canoniques et des diplômes propres.
Le réseau des bibliothèques de l'Institut catholique de Paris comprend cinq bibliothèques : la bibliothèque universitaire de Fels, la bibliothèque de droit canonique, l'espace documentaire de la faculté d’éducation et de formation et la bibliothèque Jean-de-Vernon, qui réunit la bibliothèque œcuménique et scientifique d'études bibliques et la bibliothèque de l'Institut français d'études byzantines. L'Institut abrite le musée Bible et Terre Sainte.
En 2017, l'ICP inaugure un nouveau campus comprenant un amphithéâtre de 400 places, lui faisant gagner 1 000 m2 de surface.
L'établissement accueille chaque année 10 000 étudiants et totalise 900 enseignants et chercheurs dont la moitié est issue du monde professionnel. Il est en partenariat avec 140 universités réparties dans 40 pays et fait partie des titulaires de la charte Erasmus +.

### Campus de Reims

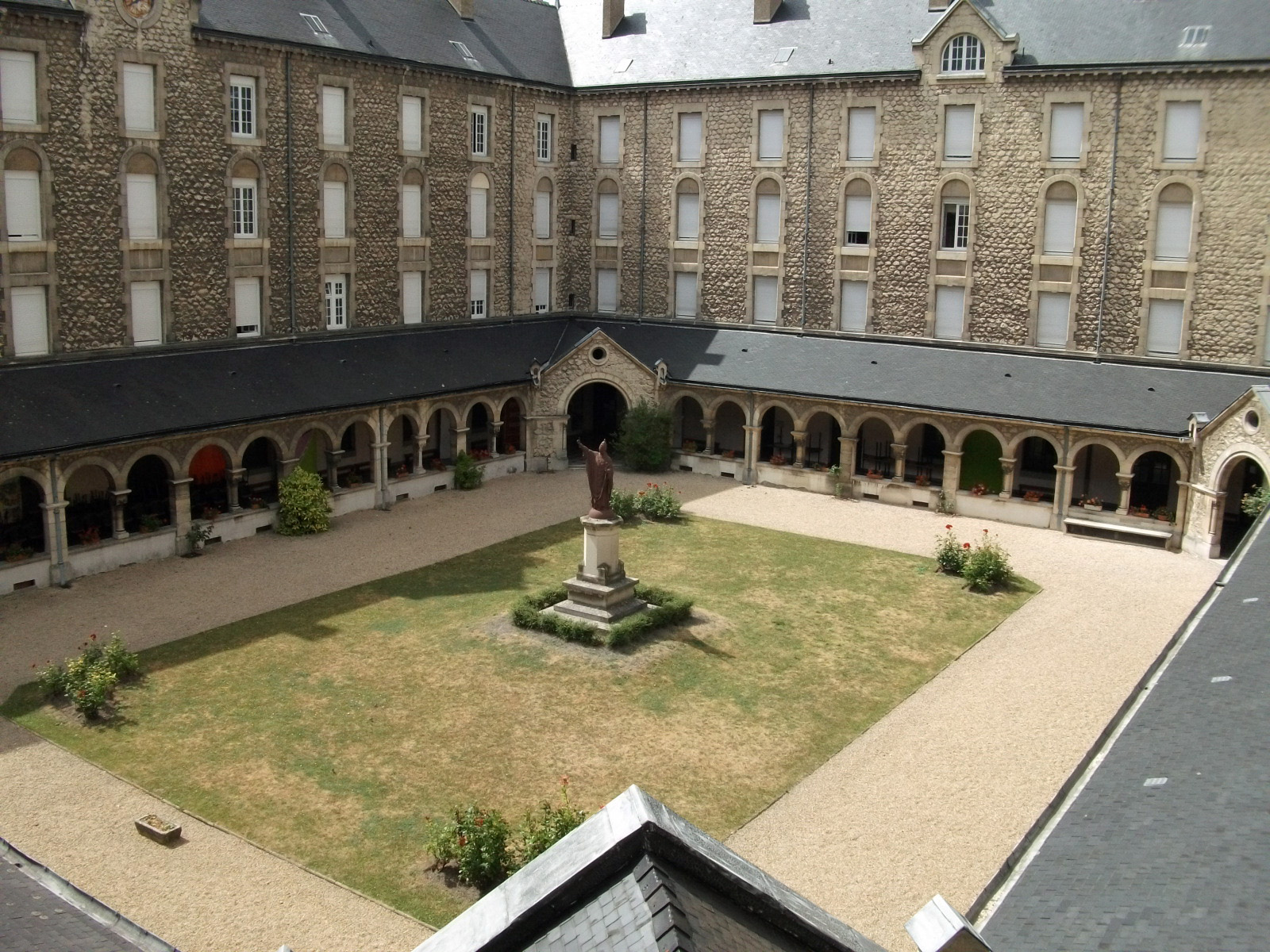
Le cloître de l'ancienne maison diocésaine St-Sixte, rue du Lieutenant-Herduin de Reims.

L’Institut catholique de Paris poursuit son développement en ouvrant en septembre 2021 un campus en région, à Reims. L'implantation de ce premier espace universitaire hors de Paris marque un jalon historique pour l'ICP. Cinq licences y sont proposées : droit, sciences sociales, information-communication, sciences de l’éducation et histoire-géographie.
En septembre 2023, l'ICP campus de Reims ouvre deux masters : MEEF (Master de l'enseignement de l'éducation et de la formation) 1er degré et MEEF encadrement éducatif – Parcours cadre d’éducation.

### Campus de Rouen
Un autre campus en région ouvre à Rouen à la rentrée 2023. L'offre de formation est complémentaire à celle déjà existante et s'attache à répondre aux besoins locaux de formation. Quatre licences y sont proposées : droit, sciences sociales, sciences de l'éducation et histoire de l'art.

## Recteurs
- Maurice d'Hulst (1875-1896), prêtre de l'archidiocèse de Paris.
- Pierre-Louis Péchenard (1896-1907), prêtre de l'archidiocèse de Reims, depuis évêque de Soissons.
- Alfred Baudrillart (1907-1942), prêtre de l'Oratoire.
- Jean Calvet, pro-recteur (1942-1946)[13], prêtre du diocèse de Cahors.
- Émile Blanchet (1946-1966), précédemment évêque de Saint-Dié.
- Pierre Haubtmann (d) (1966-1971)[14], prêtre de l'archidiocèse de Paris.
- Paul Poupard (1971-1981), depuis cardinal de Curie.
- Pierre Eyt (1981-1986), depuis archevêque de Bordeaux et cardinal.
- Paul Guiberteau (1986-1992), prêtre du diocèse de Nantes.
- Patrick Valdrini (1992-2004), prêtre du diocèse de Verdun.
- Joseph Maïla (2004-2005).
- Pierre Cahné (d) (2005-2011)[15].
- Philippe Bordeyne (2011-2021), prêtre du diocèse de Nanterre.
- Emmanuel Petit (d) (2021- ), prêtre du diocèse de Paris.

## Les études
L'ICP dispense un enseignement en sciences humaines et sociales. Son unité de recherche « Religion, culture et société » est reconnue par le ministère de l'Enseignement supérieur et de la Recherche.
Les instituts catholiques ne sont pas autorisés à délivrer aux étudiants des diplômes nationaux comme la licence, le master ou le doctorat mais ils peuvent coopérer avec une université locale et permettre à leurs étudiants de passer les examens d'un diplôme national qui sera délivré par l'université locale. Enfin, ils peuvent délivrer des diplômes d'université en sciences ecclésiastiques, droit canonique ou théologie qu'ils sont les seuls à enseigner.

### Filières de formations et diplômes

#### Théologie et sciences religieuses
- Theologicum, faculté de théologie et de sciences religieuses[18] :
  - licence humanités (théologie, philosophie, anthropologies contemporaines),
  - 1er cycle, cycle C (en soirée) et second cycle,
  - institut supérieur de pastorale catéchétique (ISPC),
  - institut de science et de théologie des religions (ISTR),
  - institut supérieur d'études œcuméniques (ISEO),
  - institut supérieur de liturgie (ISL),
  - institut supérieur de théologie des arts (ISTA),
  - école des langues et civilisations de l'Orient ancien (ELCOA)[19],
  - cycle des études du doctorat (CED),
  - formation continue du Theologicum ;

- Institut supérieur de sciences religieuses (IER)[20] ;
- Séminaire universitaire des Carmes.

#### Droit canonique
- Faculté de droit canonique[21].

#### Philosophie
- Faculté de philosophie[22].

#### Lettres, langues, histoire
- Faculté des lettres[23] ;
- Institut de langue et de culture françaises (ILCF) - cours pour apprenants étrangers[24].

#### Sciences sociales, économie et droit
- Faculté de sciences sociales, d'économie et de droit (FASSED) :
  - licence de droit[25],
  - licence de sciences sociales[26] ;
- Institut de formation à la médiation et à la négociation (IFOMENE)[27].

#### Éducation, pédagogie
- Faculté d'éducation et de formation[28] ;
- Formation des professeurs de l'enseignement privé catholique, en collaboration avec l'ISFEC-AFAREC.

#### Écoles rattachées à l'Institut catholique de Paris
- ISFEC - La salle Mounier.
- École de bibliothécaires-documentalistes (EBD).
- École de psychologues praticiens de l'institut catholique de Paris (EPP).
- Institut libre d'éducation physique supérieur (ILEPS).
- Institut de management et de communication interculturels (ISIT).
- ESSEC Business School  (ESSEC).
- Institut supérieur d'électronique de Paris (ISEP).
- Institut polytechnique UniLaSalle (UniLaSalle).
- École supérieure de chimie organique et minérale (ESCOM).
- École catholique des arts et métiers (ECAM-EPMI).
- École supérieure pour la qualité, l'environnement et la sécurité en entreprise (ESQESE).

## Vie sur le campus

### Bibliothèques
Ce réseau de bibliothèques, placé sous la responsabilité du vice-rectorat à la recherche, dessert l’Unité de recherche Religion, culture et société - (EA7403), les enseignants, chercheurs et étudiants des six facultés de l’Institut catholique de Paris, ainsi que ceux des écoles associées. Les universitaires français et étrangers y sont les bienvenus et le grand public intéressé par les disciplines proposées peut également, en s’acquittant de droits d'inscription, consulter et emprunter les ouvrages.
Le réseau des bibliothèques de l'Institut catholique de Paris compte cinq bibliothèques :
- la bibliothèque universitaire de Fels[29]. La bibliothèque universitaire de Fels occupe huit niveaux du bâtiment anglo-normand de l'ICP en briques rouges construit par l'architecte Ruprich-Robert entre 1894 et 1933. Elle doit son nom à la comtesse et au comte Edmond de Fels, donateurs qui permirent la construction de la salle de lecture du premier étage et du magasin du quatrième, ainsi que des trois magasins en sous-sols. Cette bibliothèque est centrale, tant sur le plan documentaire que géographique. Elle comprend 600 000 documents et met à la disposition des lecteurs 280 places aux premier et sixième étages. Elle accueille tous les étudiants et leur communique chaque année 50 000 documents en moins d’un quart d’heure. Le prêt à domicile est possible pour tout document publié après 1900[30] ;
- la bibliothèque spécialisée Jean de Vernon est dédiée aux chercheurs ;
- la bibliothèque de Droit canonique, constituée autour du fonds de Charles Lefebvre, doyen de la Rote romaine[31] ;
- l'espace documentaire de la faculté d'éducation et de formation (anciennement Centre documentaire de l'ISP-Faculté d'éducation) fournit une documentation sur toutes les questions en lien avec l'éducation, et permet l’emprunt à domicile. Depuis l'été 2021, il rejoint le campus Carmes, et se trouve actuellement au sous-sol du bâtiment L (Branly) ;
- la  bibliothèque œcuménique et scientifique d’études bibliques (BOSEB) et l'Institut français d'études byzantines (IFEB) accueillent le public à partir du master dans les disciplines concernées et offrent de consulter sur place leurs collections, presque intégralement en libre accès.

L'ensemble offre au total, 411 places assises et 35 ordinateurs en salles. Chaque année, près de 6 000 personnes s'inscrivent et empruntent 50 000 documents à domicile. Les collections forment un ensemble de 641 000 volumes dont 134 000 en libre accès.

## Personnalités liées à l'établissement

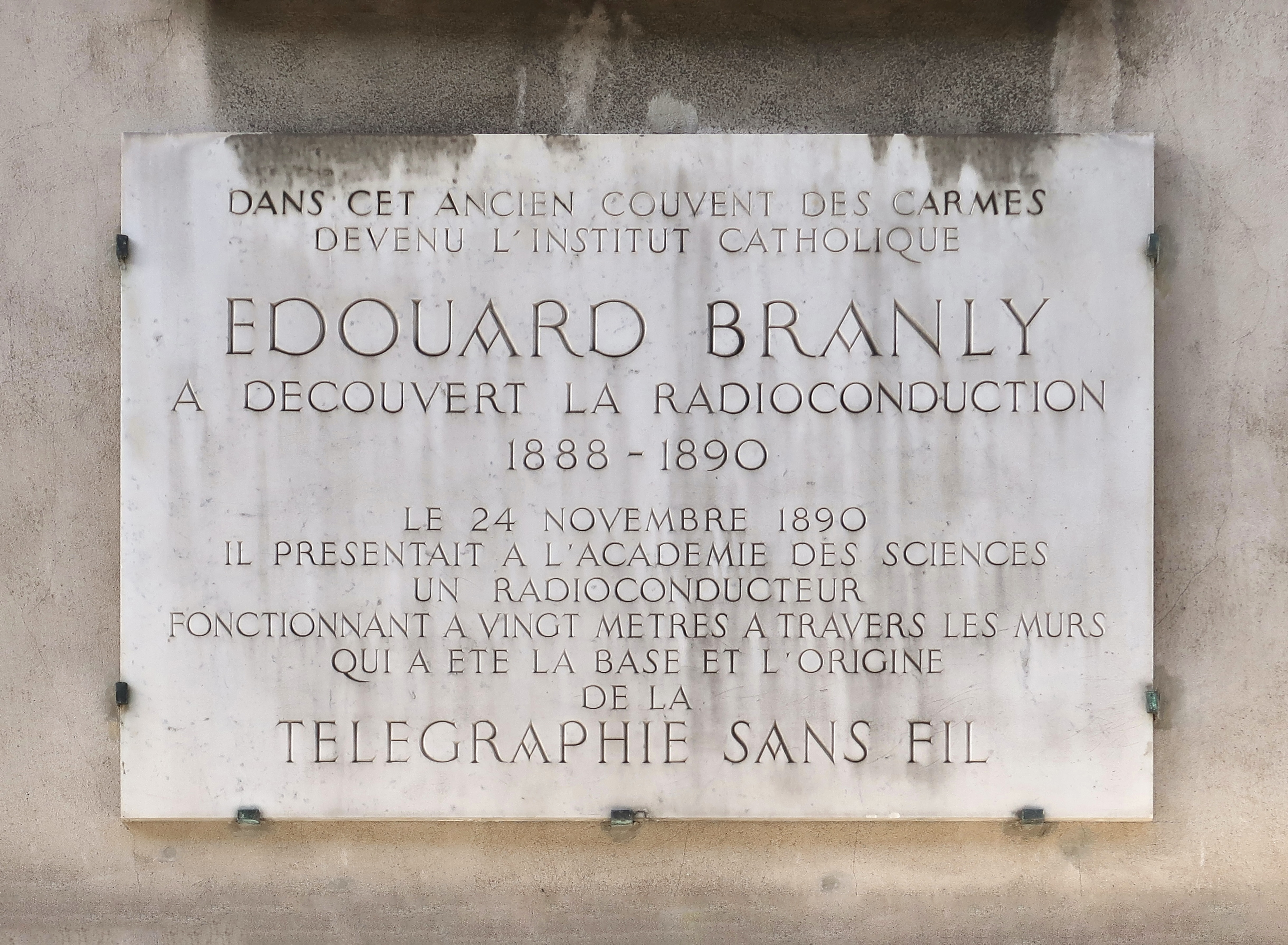
Plaque en hommage à Édouard Branly au no 74 rue de Vaugirard, sur la façade de l'institut, pour sa découverte de la radioconduction.

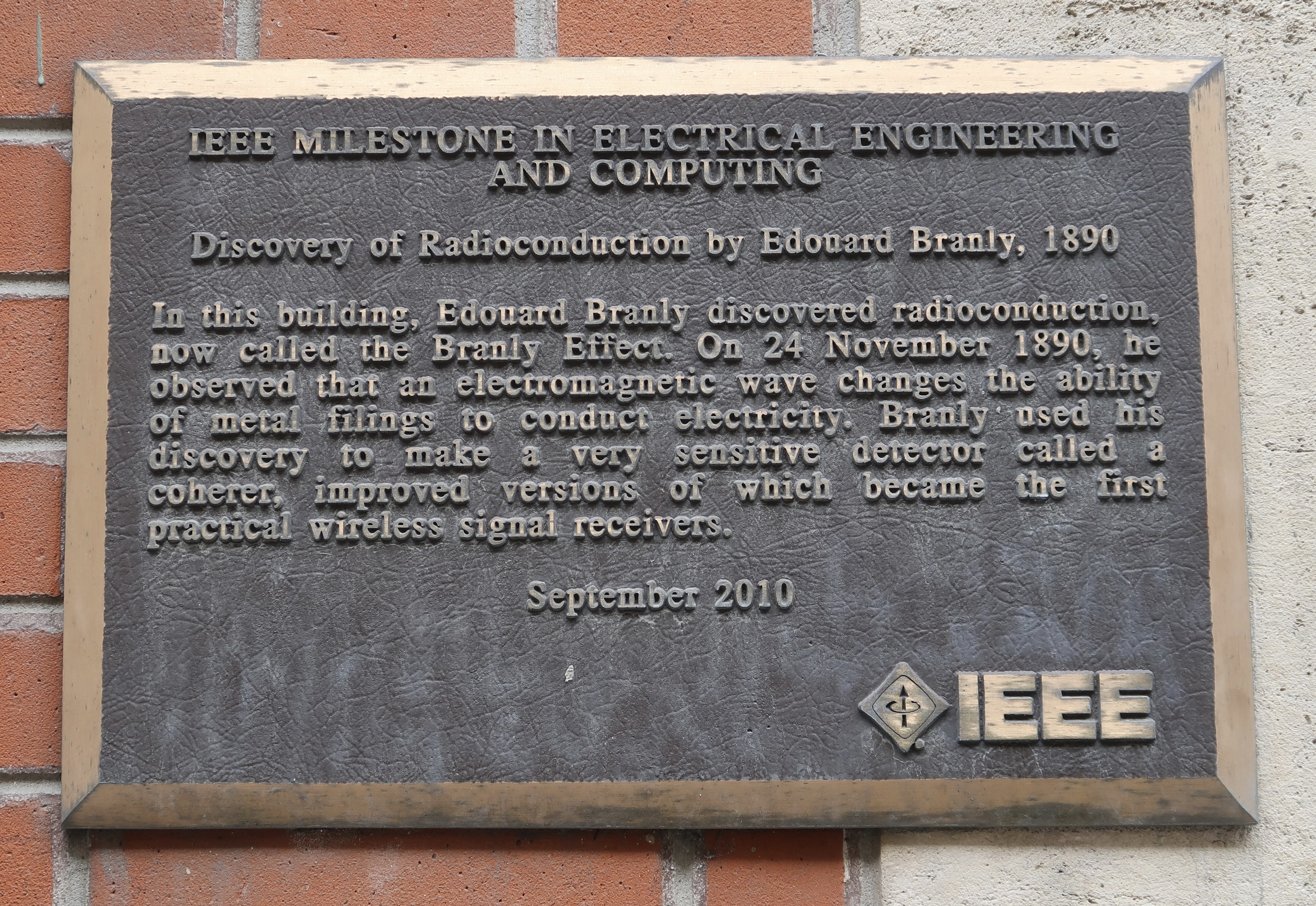
Plaque en anglais au no 21 rue d'Assas en hommage à la même personnalité.

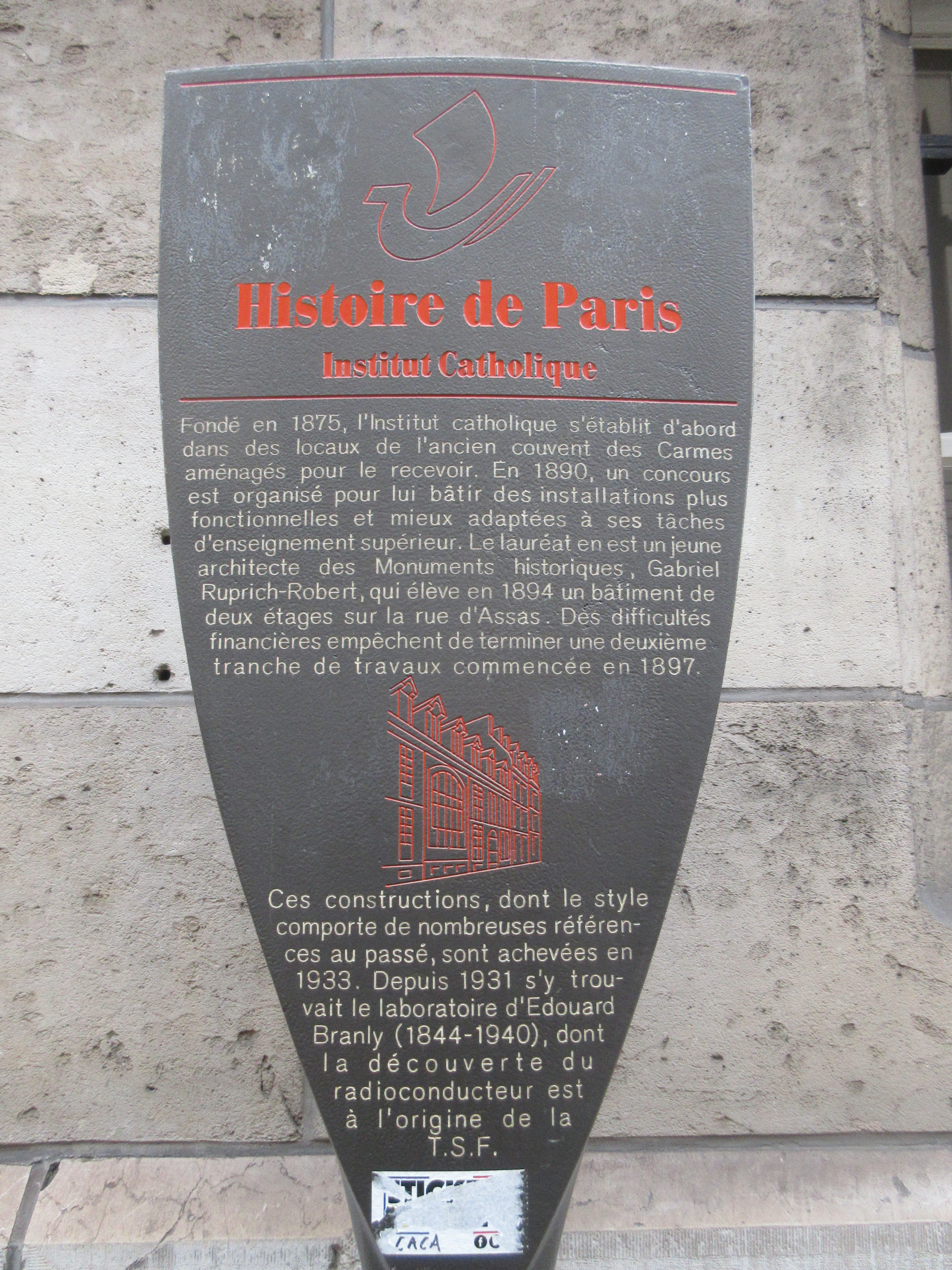
Panneau Histoire de Paris placé devant l'ICP.

### Professeurs
- Philippe Stoffel-Munck, professeur de droit privé, agrégé des facultés de droit.
- Emmanuel Lincot, professeur des universités en histoire et consultant.
- Camille Riquier, professeur des universités en philosophie.
- Laurent Tessier, professeur des universités en sociologie.
- Dominique Perben, ministre de la Justice, avocat, professeur de sciences politiques.
- Michel Ruimy (d), économiste.
- Olivier Échappé (d), professeur de droit.
- Louis Duchesne, historien et académicien, professeur à l'ICP jusqu'en 1883.
- Charles Huit (d), professeur en 1895.
- Claudius Piat, professeur en 1895.
- Ferdinand Le Pelletier, professeur d'économie politique et doyen en 1929.
- Henri Lemaître (1881-1946), archiviste-paléographe, président de l'Association des bibliothécaires de France.
- François Martin (1867-1913), professeur d'assyrien et d'éthiopien.
- Jean Daniélou, professeur d'histoire du christianisme (1944) et doyen (1962), cardinal (1969).
- Louis Cognet, professeur d'histoire de la spiritualité chrétienne (1961-1970) et doyen (1969-1970).
- Paul Guiberteau, recteur de l'ICP (1986-1992).
- Philippe Capelle, philosophe, doyen honoraire de la Faculté de philosophie.
- Édouard Branly, physicien, qui a son laboratoire à l'Institut catholique de Paris.
- François Hébrard, doyen de l'ICP, président de la Fédération gymnastique et sportive des patronages de France et de la Fédération internationale catholique d'éducation physique et sportive.
- Marcellin Fillère (1900-1949), professeur de psychologie.
- André Brien, professeur et prédicateur des conférences de carême à Notre-Dame de Paris.
- Jean Séverin, pseudonyme de Antonin Bondat, écrivain, enseignant, responsable de propédeutique dans les années 1940-1950.
- Emmanuel Tawil, y enseigne le droit canon, a dirigé la licence de droit et de science politique de l'ICP.
- Bernard Roland-Gosselin, professeur de théologie et philosophie de 1920 à 1956, auteur de plusieurs ouvrages, spécialiste de Saint Augustin.
- Gabriel Théry, nommé professeur en 1945[32].
- Louis Salleron, journaliste, écrivain et théoricien, professeur d'économie politique de 1937 à 1957.
- André Marc, professeur de psychologie rationnelle de 1950 à 1960.

### Élèves
- Pierre de Coubertin, président du Comité international olympique.
- Bernard Cazeneuve, Premier ministre français (2016-2017) [33].
- Raymond Saleilles, professeur de droit, titulaire de la chaire de droit civil de la Faculté de droit de Paris, dreyfusard modéré.
- Philippe Henriot, député puis secrétaire d'État à l'Information et à la Propagande du régime de Vichy.
- Auguste Diès, archevêque français, helléniste. traducteur, docteur ès lettres, professeur de lettres et philosophie à la Faculté catholique d'Angers, membre de l'Académie des inscriptions et belles-lettres.
- Pierre Pflimlin, MRP, président du Conseil (1958), président du Parlement européen (1984-1987), ministre d'état (1958-1959, 1962).
- Charles Merveilleux du Vignaux, secrétaire général de la présidence de la République française.
- Jean-Marie Lustiger, cardinal.
- André Vingt-Trois, cardinal.
- Alfred Baudrillart, cardinal.
- Daniel Bouchez, universitaire, chercheur, spécialiste de la littérature coréenne classique.
- Christoph Schönborn, cardinal.
- Audrey Tautou, actrice.
- Paul Lebeau, jésuite.
- Joseph Nguyen Chi Linh, évêque vietnamien.
- Emmanuel Falque, philosophe.
- Stanislas Breton, philosophe.
- Jean-Luc Marion, philosophe, académicien.
- Jean-Louis Vieillard-Baron, philosophe.
- Jean-Joseph Moussaron, archevêque d'Albi sous l'Occupation, juste parmi les nations.
- Jacques Maritain, philosophe.
- Jean Greisch, philosophe.
- Simone de Beauvoir, philosophe.
- Albert de Lapparent, géologue.
- Albert-Félix de Lapparent, paléontologue et géologue.
- Antonin-Dalmace Sertillanges, philosophe.
- Gonzague de Reynold, historien.
- André-Marie Gerard, journaliste et écrivain.
- Claude Raimbourg, graveur, peintre et écrivain.
- Moritz Csáky (de).
- Johann Werner Mödlhammer (de).
- Jean-Pierre Rousselot, phonéticien et dialectologue.
- Jean-Marie Meunier, phonéticien et dialectologue.
- Gilbert Olivier, avocat et directeur de l'ESSEC.
- Pierre Messiaen, traducteur et exégète de Shakespeare, père du compositeur Olivier Messiaen.
- Marie-Abdon Santaner, théologien capucin et auteur de nombreux ouvrages.
- Jérémie Calligiorgis, métropolite de France (1988-2003) puis de Suisse (depuis 2003).
- Georges Bernanos, écrivain français, Grand Prix du roman de l'Académie française en 1936.
- Amymusu Jones, femme magistrate au Liberia.

### Docteurshonoris causa
- Jacques Delors, président de la Commission européenne.
- Justin Welby, archevêque de Cantorbéry.
- Óscar Andrés Rodríguez Maradiaga, cardinal, archevêque de Tegucicalpa.

## Galerie

Différentes vues de l'Institut catholique de Paris
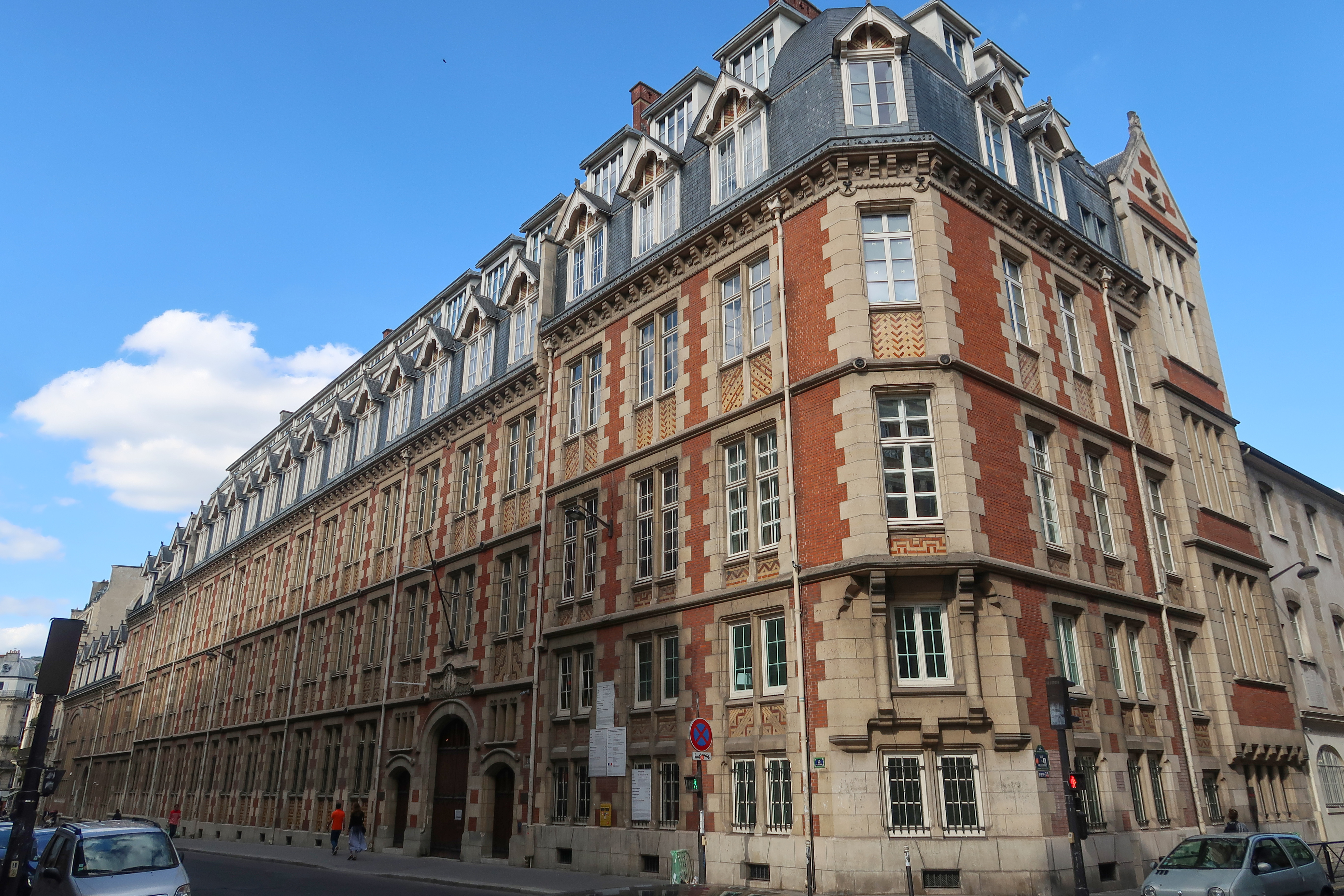
Façade de l'ICP au croisement de la rue d'Assas et de la rue de Vaugirard (Paris 6e).
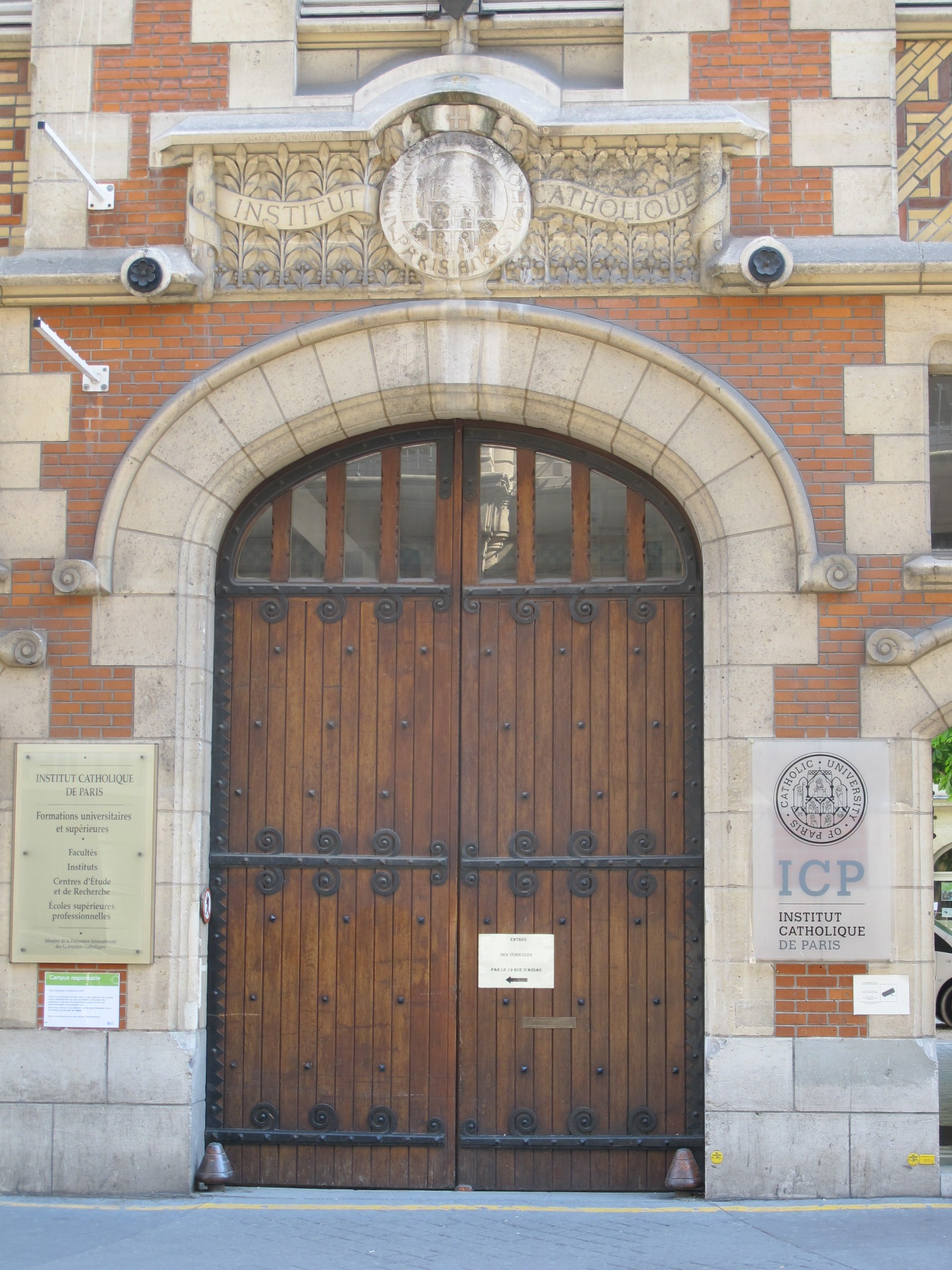
Portes d'entrée au no 21 de la rue d'Assas.
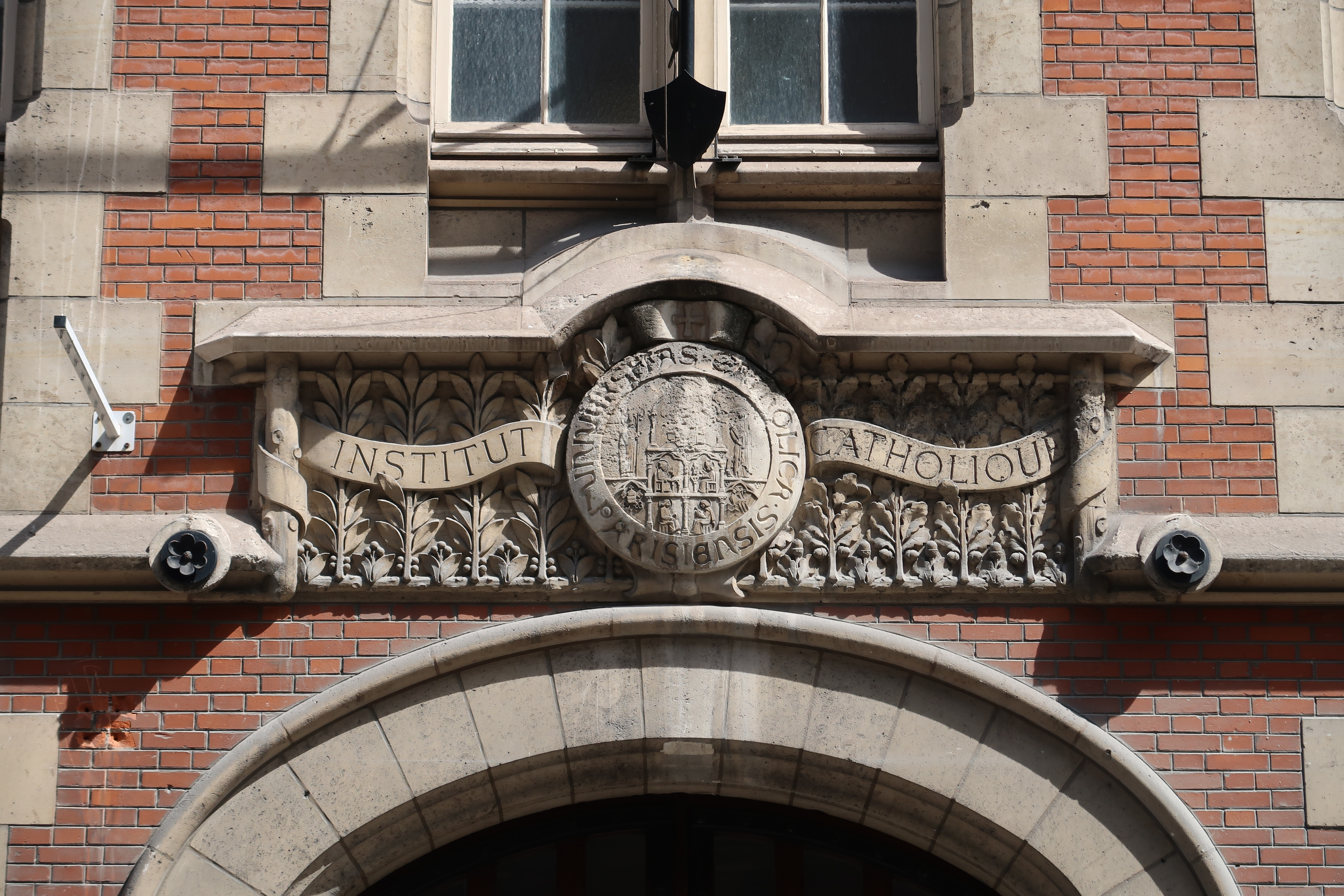
Fronton au-dessus de l'entrée principale au no 21 de la rue d'Assas.
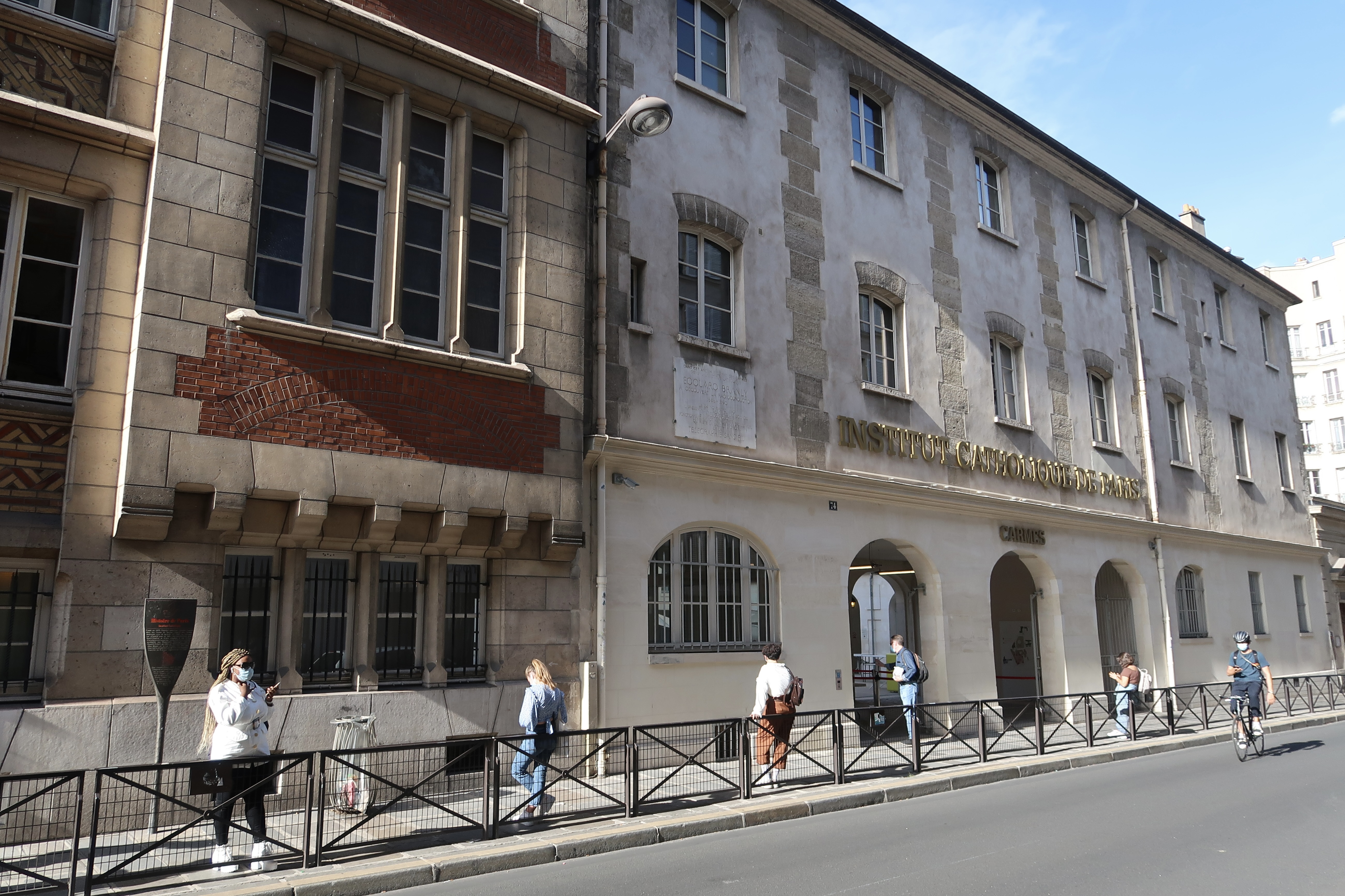
Institut catholique de Paris, no 74 rue de Vaugirard.
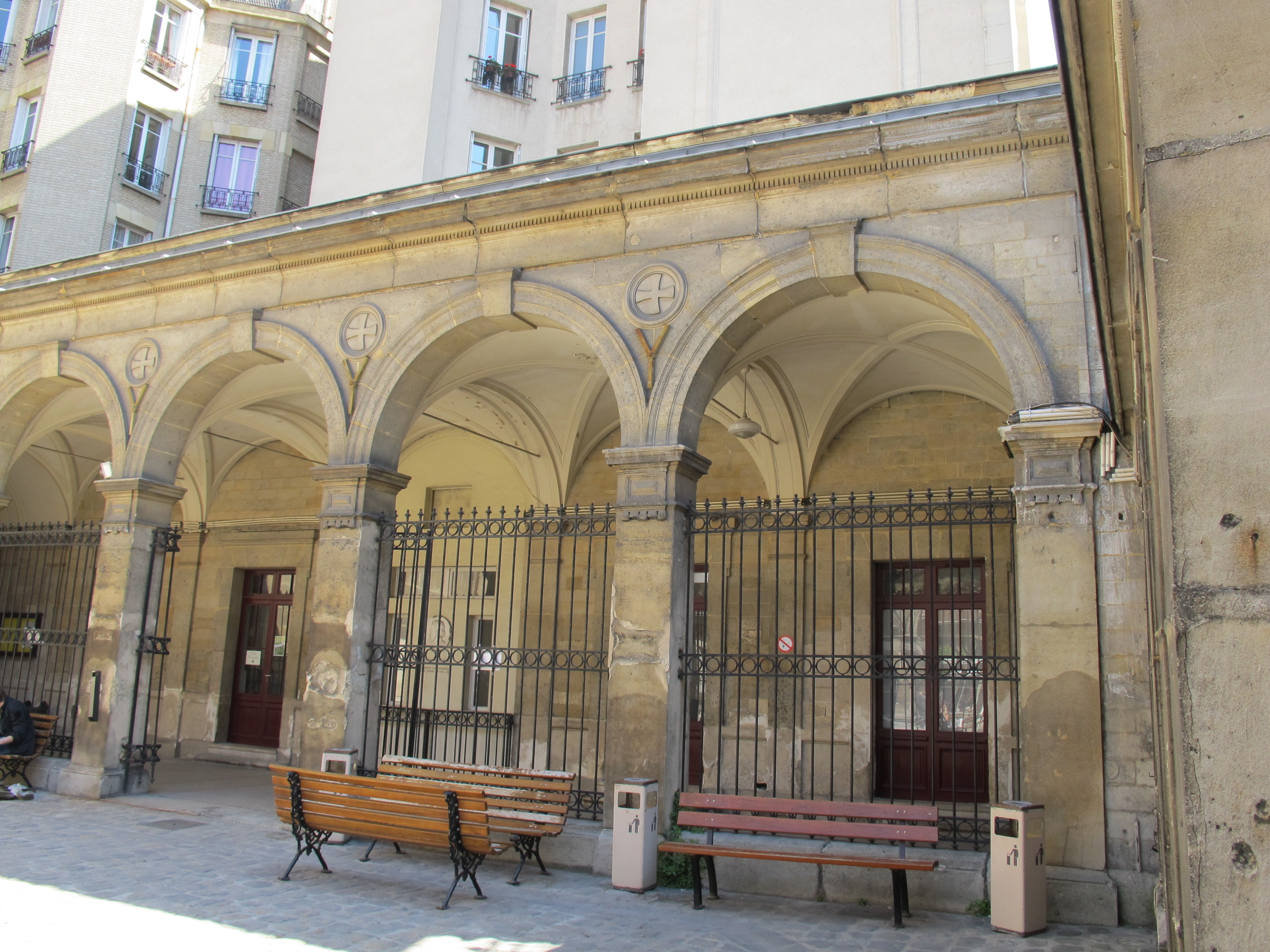
Espace détente sur le parvis de l'église Saint-Joseph-des-Carmes.
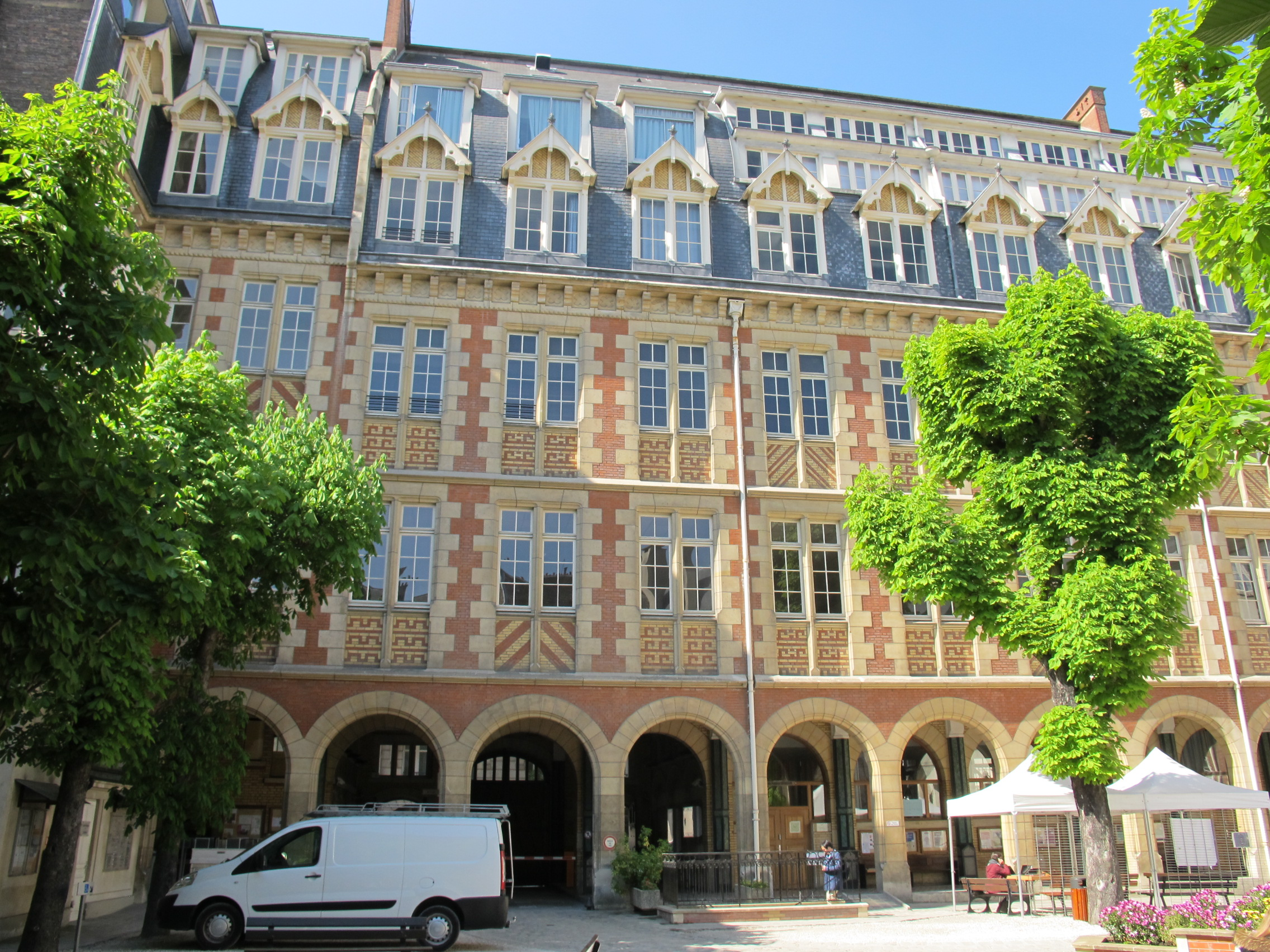
Cour intérieure.
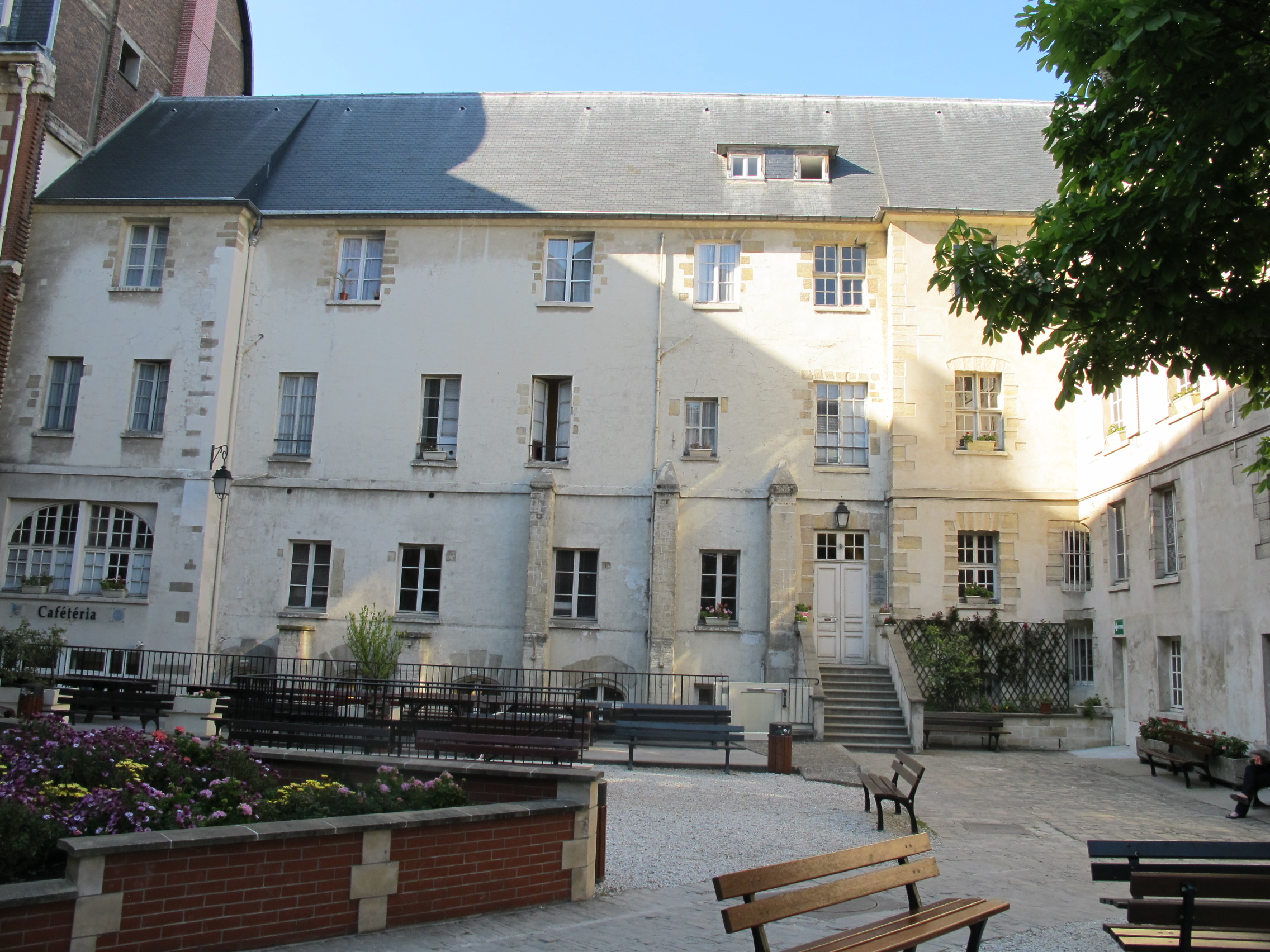
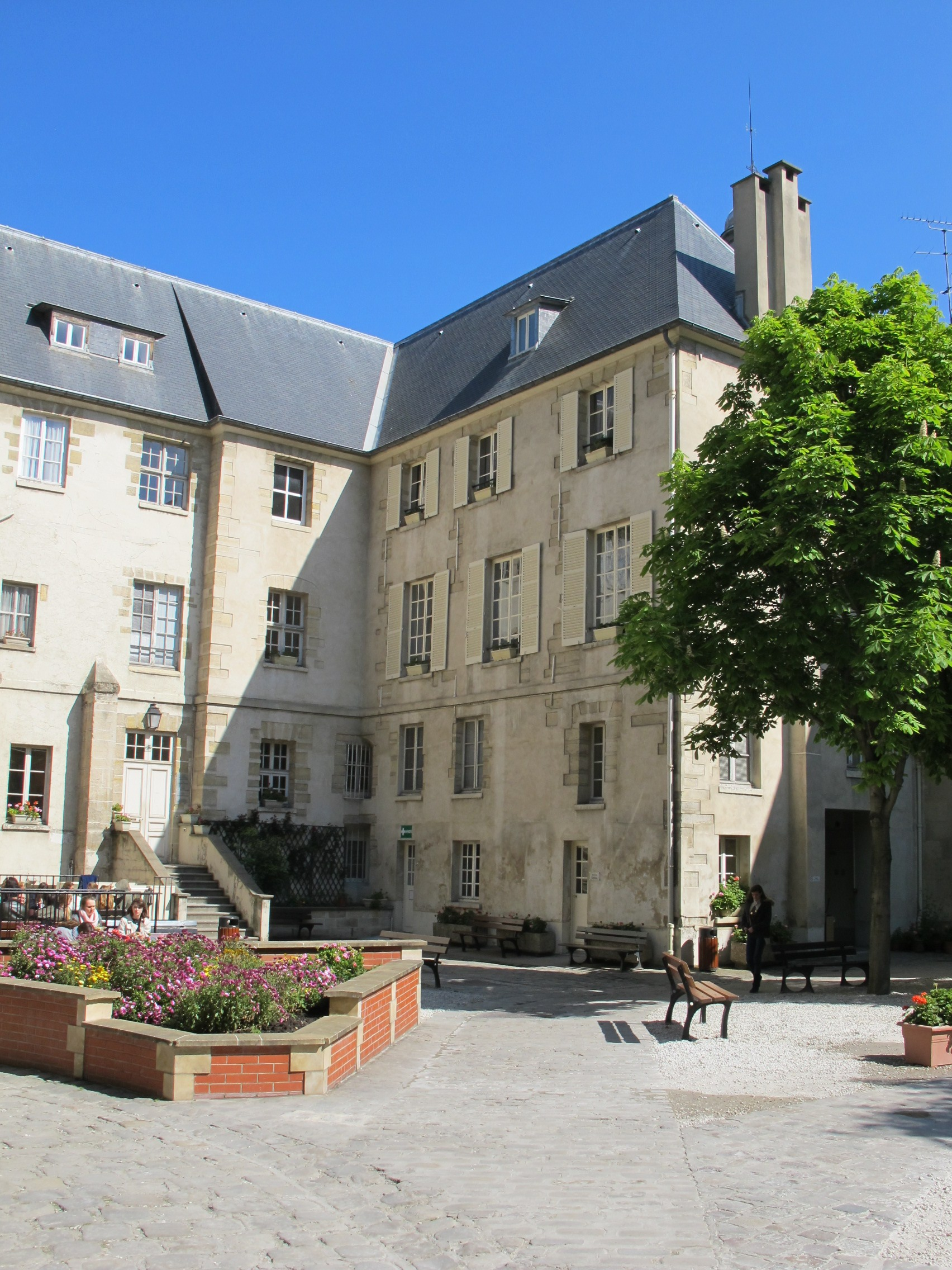
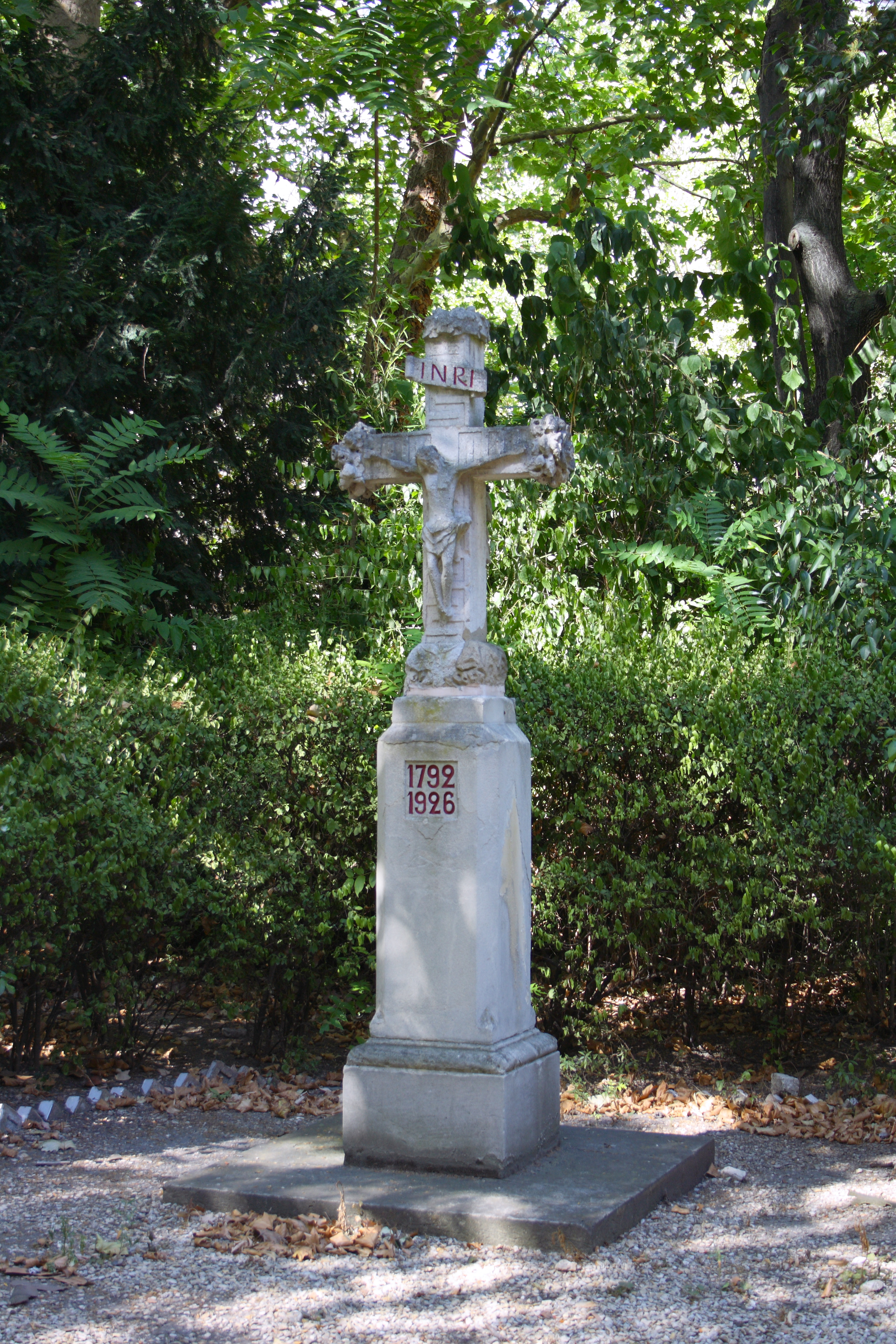
Croix dans le jardin en mémoire des prêtres assassinés en 1792 à la Révolution.